# Philip Walter Klein
Philip Walter Klein  (* September 1940) ist ein US-amerikanischer Romanist, Hispanist und emeritierter Hochschullehrer.

## Leben und Wirken
Philip W. Klein ist ein emeritierter Associate Professor für Hispanistik am Department of Spanish and Portuguese an der University of Iowa. Während seiner Lehr- und Forschungstätigkeit beschäftigte er sich intensiv mit Fragen der Phonologie, Morphologie, Syntax, Semantik aber auch mit der Sprachpädagogik.
Seine akademische Ausbildung begann er 1962 am Grinnell College in Grinnell (Iowa), welches er mit einem B.A. in Spanisch abschloss, hierauf folgten 1968 der M.A. für Linguistik an der University of Washington und im Jahre 1974 wurde er zum Doctor of Philosophy (Ph.D.) an der gleichen Universität in Seattle promoviert.

## Werke (Auswahl)
- Enfoque lingüístico al idioma español. American University Studies: Linguistics; Vol. 22, Peter Lang Publishing, New York / Bern / Frankfurt am Main 1992, ISBN 978-0-8204-1581-9
- Modal Auxiliaries in Spanish Studies in Linguistics and Language Learning. University of Washington, 1968
- Observations on the semantics of mood in Spanish. University of Washington, Seattle 1974